# عایشه‌گل جوشکون
عایشه‌گل جوشکون (ترکی استانبولی: Ayşegül Coşkun؛ زادهٔ ۱۷ ژوئن ۱۹۸۵) بازیگر، خواننده، و ترانه‌سرای اهل ترکیه است. او فعالیتش را در سال ۲۰۱۴ به عنوان خواننده در کشورش ترکیه آغاز کرد اما به موفقیت دست نیافت. او در ایران با بازی در فیلم پرفروش مطرب (۱۳۹۸) به شهرت رسید.

## تولد و تحصیلات
عایشه‌گل در ۱۷ ژوئن ۱۹۸۵ در استانبول متولد شد. اصالت خانوادگی او به ارزنجان بر می‌گردد. عایشه‌گل در خانواده‌ای هنری بزرگ شد و از کودکی با موسیقی انس پیدا کرد. پدرش نوازندهٔ سازهای بادی بود. دبستان را در مدرسهٔ فیروزه و دورهٔ راهنمایی را در مدرسهٔ کوجاتاش بارباروس و دبیرستان را در ساری‌یر گذراند. عایشه‌گل در مصاحبه با نشریهٔ اول وطن گفته که در دوران تحصیل همیشه عضو گروه‌های موسیقی در مدرسه بوده‌است. تحصیلات دانشگاهی‌اش را به اصرار خانواده در رشتهٔ مدیریت تجارت در دانشگاه آتاترک انجام داد و پس از یک سال کارمندی بانک در بخش خصوصی، از دست رئیسش عصبانی شد و ترانه‌ای نوشت و سپس ترانه‌ای دیگر نوشت و کم‌کم به وادی هنرهای ترانه‌سرایی و خوانندگی کشیده شد و در کلاس‌های نوازندگی گیتار و پیانو و خوانندگی و رقص شرکت کرد.

## فعالیت حرفه‌ای

### ترکیه
عایشه‌گل در ۲۰۱۴ اولین کارش به نام "Gerçeğim Seninle" را منتشر کرد که تک‌آهنگی صوتی بود. اولین موزیک ویدئوی عایشه‌گل برای نماهنگ "Cuk" ضبط شد. عایشه‌گل با شرکت موسیقی Ayor Müzik قرارداد دارد و آهنگ‌های "Vur Dizine" و "Duvardaki Gülüşler" و "Deniz Ol Gel" و "Liman" را نیز منتشر کرد. او به روزنامهٔ آکشام گفته که چون متولد برج جوزا است، هر صبح که از خواب برمی‌خیزد احساس می‌کند فردی متفاوت است و این دلیل متفاوت بودن کارهایش از یکدیگر است. با این‌همه عایشه‌گل در ترکیه به شهرت چندانی دست نیافت.

### ایران

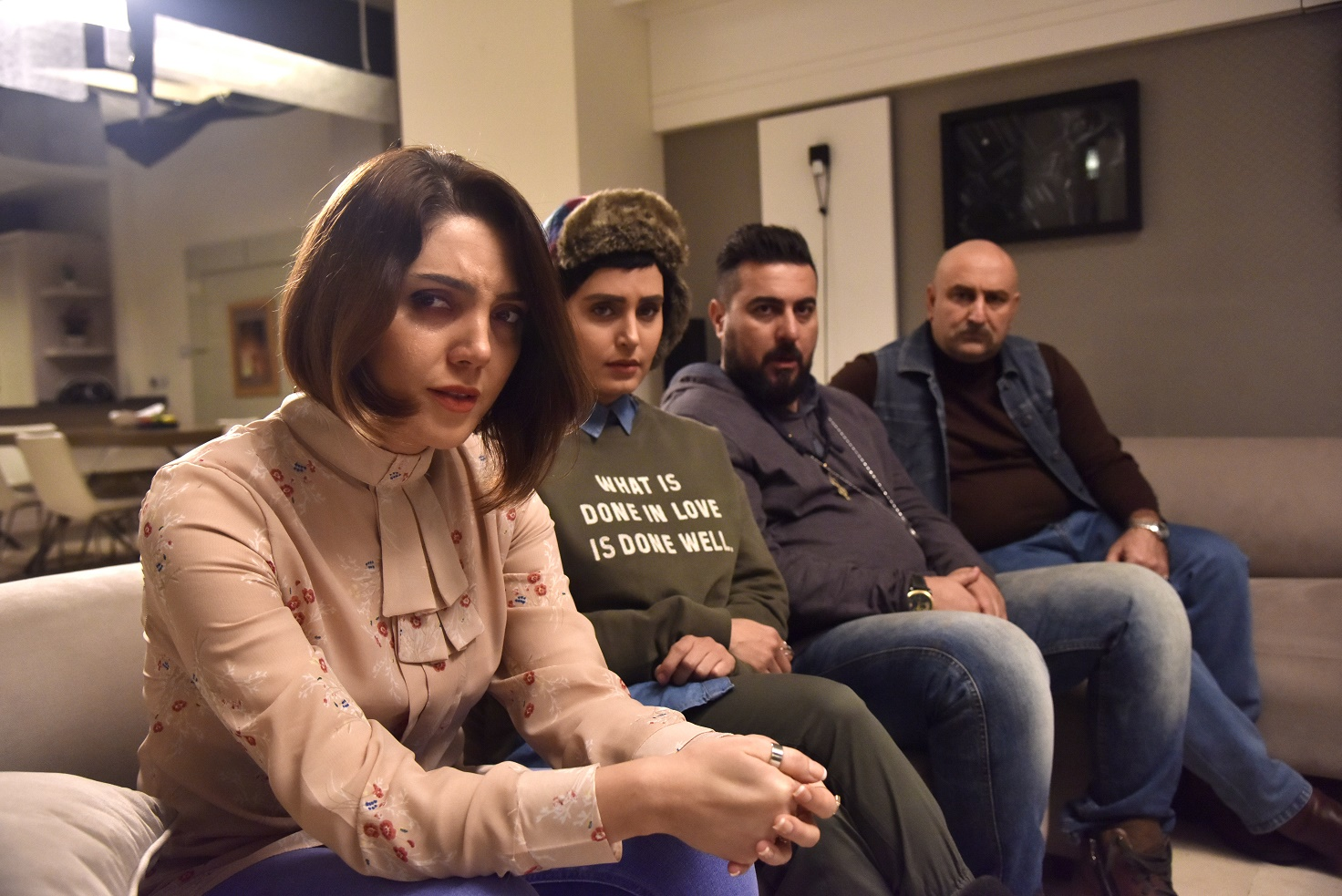
عایشه‌گل به همراه بازیگران فیلم سینمایی مطرب

عایشه‌گل در سال ۲۰۱۹ در فیلم سینمایی مطرب در نقش نازان بازی کرد و در ایران معروف شد. او زبان فارسی را سر همین فیلم ظرف دو ماه یادگرفت و دو ترانه برای فیلم نیز نوشت. در ابتدا مریم اوزرلی مورد توجه عوامل فیلم بود ولی چون فارسی بلد نبود کنار گذاشته شد و عایشه‌گل که از کودکی به فارسی علاقه‌مند بود برای تقویت زبان فارسی‌اش دو هفته، شب و روز با دوستان ایرانی‌اش فارسی صحبت کرد. او همچنین در سال ۲۰۲۱ در سریال ساخت ایران ۳ در نقش آیلار به ایفای نقش پرداخت.
عایشه‌گل آهنگ «بهت قول میدم» محسن یگانه را با عنوان "Söz Verdim" به ترکی بازخوانی کرد. محسن یگانه خود تهیه‌کنندهٔ این اثر بود و عایشه‌گل ترانهٔ آن را سروده بود. او آهنگ «این صدای منه» (تیتراژ پایانی مطرب) را نیز با همراهی پرویز پرستویی منتشر کرد که ترانه‌سرایی قسمت ترکی آن کار خودش است.
جز ترکی استانبولی، عایشه‌گل می‌تواند به زبان‌های فارسی، یونانی و اسپانیایی آواز بخواند. پوشش او مورد توجه علاقه‌مندان به مد در ایران قرار گرفته‌است.

### آثار موسیقایی
آثار موسیقایی که او تاکنون منتشر کرده از قرار زیر است که همگی به جز آلبوم Söz Verdim تک‌آهنگ هستند:

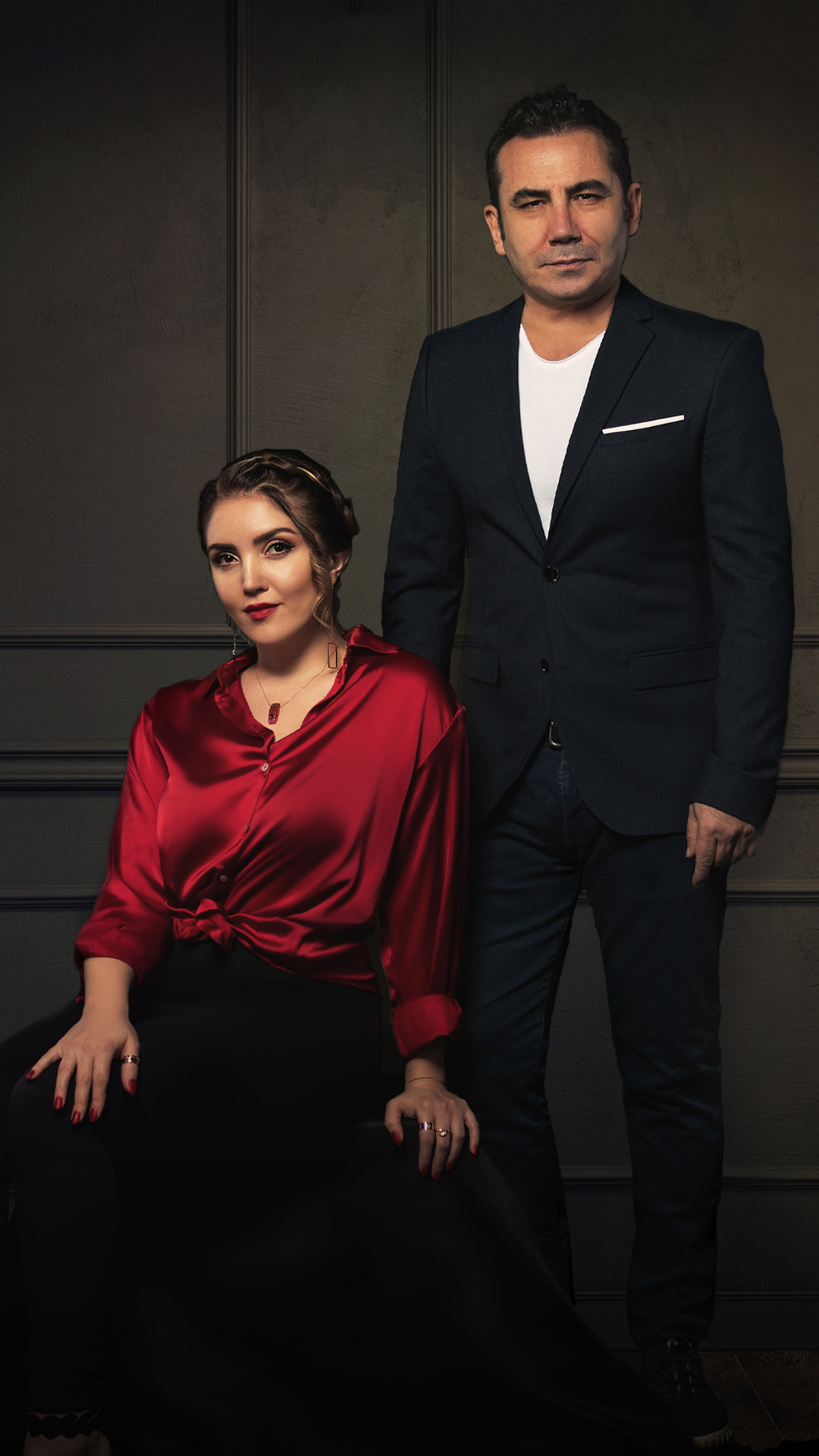
همخوانی عایشه‌گل و فرهاد گوچر

| سال  | اثر                                       | اثر                                                   | منبع   |
| ---- | ----------------------------------------- | ----------------------------------------------------- | ------ |
| ۲۰۱۴ | "Gerçeğim Seninle" «واقعیتم با توست»      | "Gerçeğim Seninle" «واقعیتم با توست»                  |        |
| ۲۰۱۵ | "Cuk" «چفت شدن»                           | "Cuk" «چفت شدن»                                       |        |
| ۲۰۱۷ | "Vur Dizine" «بزن به زانویت»              | "Vur Dizine" «بزن به زانویت»                          | [ ۱۱ ] |
| ۲۰۱۷ | "Duvardaki Gülüşler" «لبخندهای روی دیوار» |                                                       |        |
| ۲۰۱۸ | "Liman" «بندرگاه»                         | "Liman" «بندرگاه»                                     | [ ۱۲ ] |
| ۲۰۱۹ | "Deniz Ol Gel" «دریا شو بیا»              | "Deniz Ol Gel" «دریا شو بیا»                          | [ ۱۳ ] |
| ۲۰۱۹ | "İlahi Kader" «تقدیر الهی»                | "İlahi Kader" «تقدیر الهی»                            | [ ۱۴ ] |
| ۲۰۲۰ | Söz Verdim قول دادم                       | "Ah Benim Canım" «آه جان من»                          |        |
| ۲۰۲۰ | Söz Verdim قول دادم                       | "Söz Verdim" «قول دادم»                               |        |
| ۲۰۲۰ | Söz Verdim قول دادم                       | ‎"Gelevera Deresi" - Koyverdun Gittun Beni «درهٔ گِلِوِرا» |        |
| ۲۰۲۰ | Söz Verdim قول دادم                       | ‎"Ah Benim Canım" - DJ Mamsi Club Version «آه جان من»  |        |
| ۲۰۲۱ | "Mahvola" «محو شدن»                       | "Mahvola" «محو شدن»                                   | [ ۱۵ ] |
| ۲۰۲۱ | "Reyhan" «ریحان»                          |                                                       |        |
| ۲۰۲۲ | "Deliriyorum" «دیوانه می‌شوم»              | "Deliriyorum" «دیوانه می‌شوم»                          |        |

### فیلم‌شناسی
| سال  | فیلم         | نقش   |
| ---- | ------------ | ----- |
| ۱۳۹۷ | مطرب         | نازان |
| ۱۴۰۰ | ساخت ایران ۳ | آیلار |

## زندگی شخصی
همسر عایشه‌گل نوازندهٔ پیانو و از آذری‌های ایران است. اولین اثرش، Gerçeğim Seninle، را برای او نوشت و خواند تا او را نسبت به احساساتش مطمئن کند. دو سال بعد ترانهٔ Evlilik Teklifi را برایش نوشت و شش ماه بعد از او پیشنهاد ازدواج دریافت کرد.

## یادداشت
1. ↑  Firuza
2. ↑  Kocataş Barbaros